# Jan Reginald Zuidema
Jan Reginald Zuidema (Rotterdam, 22 september 1922 – Hoorn, 9 april 2017) was een Nederlands hoogleraar Geschiedenis van het economisch denken.

## Biografie
In 1955 aanvaardde Zuidema met een openbare les het ambt van lector aan de Nederlandsche economische hoogeschool (NEH) van Rotterdam. Dit werd later omgezet in een gewoon hoogleraarschap, met als leeropdracht Geschiedenis van het economisch denken. In 1985 ontving hij de EUR-penning, vanwege zijn 25-jarige verbondenheid aan de vakgroep Filosofie van de Centrale Interfaculteit en de vakgroep Economische Organisatievormen van de Faculteit der Economische Wetenschappen. In 1986 ging prof. drs. J.R. Zuidema met emeritaat en kreeg bij die gelegenheid de Ad Fontespenning. Hij ontving toen ook een afscheidsbundel.
Verschillende economen hebben zich door zijn werk laten inspireren, zoals bijvoorbeeld prof. dr. J.P.M. Groenewegen. Maar ook Hans Marcel Becker (1942) die in 2003 promoveerde aan de Erasmus Universiteit Rotterdam (EUR) liet zich door hem, zijn leermeester, voor zijn proefschrift inspireren.
Tussen 1963 en 1996 was hij tevens conservator van het Nederlands Economisch PenningKabinet.

## Lezingen
- Jan Zuidema - Lezing 'Cultuur', Lezing voor de Mill club, 2005.
- Jan R. Zuidema - Lezing 'Kunst' , Lezing t.e.v. Henk Lambers